# 小行星7748
小行星7748（英語：7748）是一颗围绕太阳公转的小行星。1987年10月12日，新島恒男、浦田武在尾島町发现了此天体。
这颗小行星的绝对星等为17.85570182617939等。